# Realityhigh
Pour plus de détails, voir Fiche technique et Distribution.
Realityhigh (stylisé #Realityhigh) est un film pour adolescent américain réalisé par Fernando Lebrija et sorti le 8 septembre 2017 sur Netflix.

## Synopsis
Quand une élève brillante attire enfin l'attention du garçon sur qui elle a flashé, elle devient l'ennemie no 1 de son ex meilleure amie, Alexa Medina, la fameuse influenceuse des réseaux sociaux.

## Fiche technique
- Titre : #Realityhigh
- Réalisation : Fernando Lebrija
- Scénario : Brandon Broussard, Hudson Obayuwana, Jana Savage, Elizabeth Polk
- Montage : Radu Ion, Amy McGrath
- Musique : Joshua Fischer, Jonathan McHugh, Sean McHugh, Sebastian Zuleta
- Production : Ian Bricke, Brandon Broussard, Hudson Obayuwana, Elizabeth Polk, Jana Savage
- Société de distribution : Netflix
- Budget :
- Pays d'origine :  États-Unis,  Canada
- Langue originale : anglais
- Format :
- Genre : Teen movie
- Durée : 99 minutes (1 h 39)
- Dates de sortie :
  - Monde : 8 septembre 2017 (sortie officielle sur Netflix)

## Distribution
- Nesta Cooper (VFB : Séverine Cayron) : Dani Barnes
- Keith Powers (VFB : Pierre Lognay) : Cameron Drake
- Alicia Sanz (es) (VFB : Audrey Devos) : Alexa Medina
- Jake Borelli (VFB : Alessandro Bevilacqua) : Freddie Myers
- Anne Winters (VFB : Ludivine Deworst) : Holly
- Patrick Davis (VFB : Bruno Borsu) : Miguel
- Michael Provost (VFB : Pierre Le Bec) : Shannon
- Ryan Malaty (en) (VFB : Grégory Praet) : Vinny
- Kate Walsh (VFB : Marcha Van Boven) : Dr Fiona Shively
- John Michael Higgins (VFB : Benoît Van Dorslaer) : Principal Dixon
- Valarie Rae Miller : Mme Barnes
- Jeffrey D. Sams (VFB : Karim Barras) : Mr Barnes
- Leah Rose Randall (VFB : Marie du Bled) : Taylor Barnes
- Marissa Cuevas : Kimmy
- Peter Gilroy (VFB : Olivier Prémel) : Broussard
- Rebekah Graf : Lana
- Thomas Anthony Jones (VFB : Sébastien Hébrant) : Mr Drake
- Kid Ink : lui-même

Version française
- Studio de doublage : VSI - Paris / Chinkel
- Adaptation : Régis Ecosse
- Direction artistique : Marie Van R